# Самія Ахмед
Самія Ахмед (20 січня 1996) — єгипетська синхронна плавчиня.
Учасниця Олімпійських Ігор 2016 року, де в змаганнях груп посіла 7-ме місце.